# Горбово (Ленинградская область)
Горбово — деревня в Выскатском сельском поселении Сланцевского района Ленинградской области.

## История
Деревня Горбова упоминается на карте Санкт-Петербургской губернии Ф. Ф. Шуберта 1834 года.

ГОРБОВО — деревня принадлежит ведомству Павловского городового правления, число жителей по ревизии: 35 м. п., 37 ж. п. (1838 год)

ГОРБОВО — деревня Павловского городового правления, по просёлочной дороге, число дворов — 10, число душ — 35 м. п. (1856 год)

ГОРБОВО — деревня Павловского городового правления при речке Кушолке, число дворов — 10, число жителей: 52 м. п., 43 ж. п. (1862 год) 

В XIX — начале XX века деревня административно относилась к Выскатской волости 1-го земского участка 1-го стана Гдовского уезда Санкт-Петербургской губернии.
Согласно Памятной книжке Санкт-Петербургской губернии 1905 года деревня входила в Попковское сельское общество.

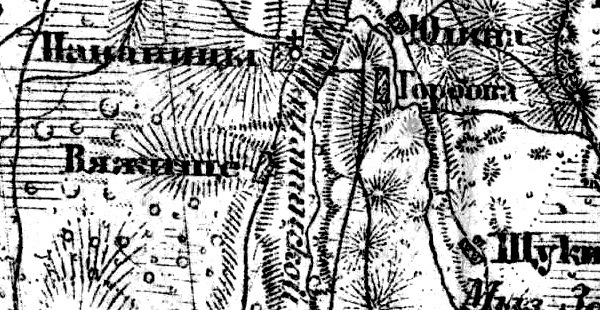
Деревня Горбово на карте 1919 года

Согласно карте Петроградской и Эстляндской губерний 1919 года деревня называлась Горбова.
По данным 1933 года деревня Горбово входила в состав Польского сельсовета Рудненского района.
По состоянию на 1 августа 1965 года деревня Горбово входила в состав Выскатского сельсовета Кингисеппского района.
По данным 1973 года деревня Горбово входила в состав Попковогорского сельсовета Сланцевского района.
По данным 1990 года деревня Горбово входила в состав Выскатского сельсовета.
В 1997 году в деревне Горбово Выскатской волости проживали 4 человека, в 2002 году — 6 человек (все русские).
В 2007 году в деревне Горбово Выскатского СП проживали 14, в 2010 году — 23, в 2011 и 2012 годах — 13, в 2013 году — 6, в 2014 году — 7 человек.

## География
Деревня расположена в центральной части района на автодороге 41К-020 (Сижно — Осьмино).
Расстояние до административного центра поселения — 3 км.
Расстояние до ближайшей железнодорожной платформы Сланцы — 15 км.
Деревня находится на левом берегу реки Кушелка.

## Демография
| 1862 | 2007 | 2010 | 2017 |
| ---- | ---- | ---- | ---- |
| 95   | ↘14  | ↗23  | ↘6   |

## Инфраструктура
На 2014 год в деревне было зарегистрировано два домохозяйства.